# Maurice Mareels
Maurice Mareels (Sint-Gillis, 9 februari 1893 – Ukkel, 14 oktober 1976) was een Belgisch kunstschilder.

## Levensloop
Mareels was leerling aan de Academie voor Schone Kunsten in Brussel van 1911 tot 1914 en van 1918 tot 1919 (bij Herman Richir) en werd later tekenleraar aan de Académie des Arts Décoratifs in Elsene.
Hij schilderde landschappen, huiselijke taferelen bloemen en portretten. Zijn landschappen zijn meestal in de Kempen (oa. Genk) of in Bretagne gesitueerd.
In 1913 was hij milicien in het 9de Linie, de zogenaamde “Universitaire Compagnie”. Zo had hij faciliteiten om zijn studies voort te zetten.
In 1914 raakte hij gewond tijdens de Slag aan de IJzer en de rest van de oorlog vervulde hij een administratieve functie binnen het leger te Calais. Hij schilderde enkele taferelen uit de slag aan de IJzer in oktober 1914. Over zijn militaire episode publiceerde hij in 1970 "Les carnets d'un fantassin de 1914".
Hij was een van de kunstenaars die een ets aanleverde voor het twaalf etsen tellende kunstalbum Autour de Bruxelles (1941).
Mareels woonde in de Kolonel Chaltinstraat 90 in Ukkel.

## Tentoonstellingen
- 1933, Gent, 45ste Salon

## Musea
- Brussel, Museum van het Leger en de Krijgsgeschiedenis
- Elsene
- Gent
- Kaïro
- Kaunas
- La Louvière
- Leuven